# Staffan Kronwall
Staffan Kronwall, Starre, född 10 september 1982 i Viksjö i Järfälla församling är en svensk före detta ishockeyspelare som sist spelade för Lokomotiv Jaroslavl i KHL. Han är yngre bror till Niklas Kronwall, som spelade i Detroit Red Wings i NHL. Han arbetar numera som expertkommentator och studioanalytiker.

## Karriär
Staffan Kronwall inledde sin karriär i Järfälla HC innan han i början av 2000-talet gick över till Huddinge i division 1. Där stannade han till 2001 då han fick kontrakt med Djurgårdens IF. Efter fyra lyckade säsonger där så lämnade han Sverige och fick kontrakt med Toronto Maple Leafs där Mats Sundin var lagkapten. Efter några säsonger med Torontos farmarlag byttes han bort till Washington Capitals. 
Kronwall värvades 2 juli 2009 av den kanadensiska klubben Calgary Flames och blev således klubbkamrat med Fredrik Sjöström, som under samma transferperiod blivit klar för klubben. 11 oktober 2010 gjorde han comeback i Djurgårdens IF då han skrev på ett ettårskontrakt med föreningen. Efter en säsong i Djurgården flyttade Kronwall till Severstal Tjerepovets i KHL. Inför säsongen därefter, 2012/2013, bytte han klubb inom samma liga till Lokomotiv Jaroslavl .
Under ishockey-VM 2013 var Kronwall lagkapten i det svenska landslaget som tog VM-guld.